# 5504 Lanzerotti
5504 Lanzerotti este un asteroid din centura principală de asteroizi.

## Descriere
5504 Lanzerotti este un asteroid din centura principală de asteroizi. A fost descoperit pe 22 martie 1985 la Stația Anderson Mesa de Edward L. G. Bowell. El prezintă o orbită caracterizată de o semiaxă mare de 2,61 ua, o excentricitate de 0,07 și o înclinație de 13,7° în raport cu ecliptica.